# Cigliano
Cigliano est une commune de la province de Verceil dans le Piémont en Italie.

## Administration
| Période                                  | Période | Identité | Étiquette | Qualité |
| ---------------------------------------- | ------- | -------- | --------- | ------- |
|                                          |         |          |           |         |
| Les données manquantes sont à compléter. |         |          |           |         |

### Hameaux
Olmetto, Ronchi, Petiva

### Communes limitrophes
Livorno Ferraris, Mazzè, Moncrivello, Rondissone, Saluggia, Villareggia